# Замошшя (Октябрська сільрада)
Замошшя (біл. вёска Замошье) — село (веска) в складі Логойського району розташоване в Мінській області Білорусі, підпорядковане Октябрській сільській раді.
До 28 травня 2013 року входило до складу Заріченської сільської ради.
Село Замошшя розташоване в центральних районах Білорусі, у північній частині Мінської області — орієнтовне розташування [Архівовано 22 червня 2007 у Wayback Machine.].